# Gehyra koira
Gehyra koira là một loài thằn lằn trong họ Gekkonidae. Loài này được Horner mô tả khoa học đầu tiên năm 2005.